# Kurtzia
Kurtzia là một chi ốc biển, là động vật thân mềm chân bụng sống ở biển trong họ Conidae, họ ốc cối.

## Các loài
Các loài thuộc chi Kurtzia bao gồm:
- Kurtzia aethra (Dall, 1919)[2]
- Kurtzia arteaga (Dall & Bartsch, 1910)[3]
- Kurtzia elenensis McLean & Poorman, 1971[4]
- Kurtzia ephaedra (Dall, 1919)[5]
- Kurtzia granulatissima (Moerch, 1860)[6]
- Kurtzia humboldti McLean & Poorman, 1971[7]